# Monychos (Kentaur)

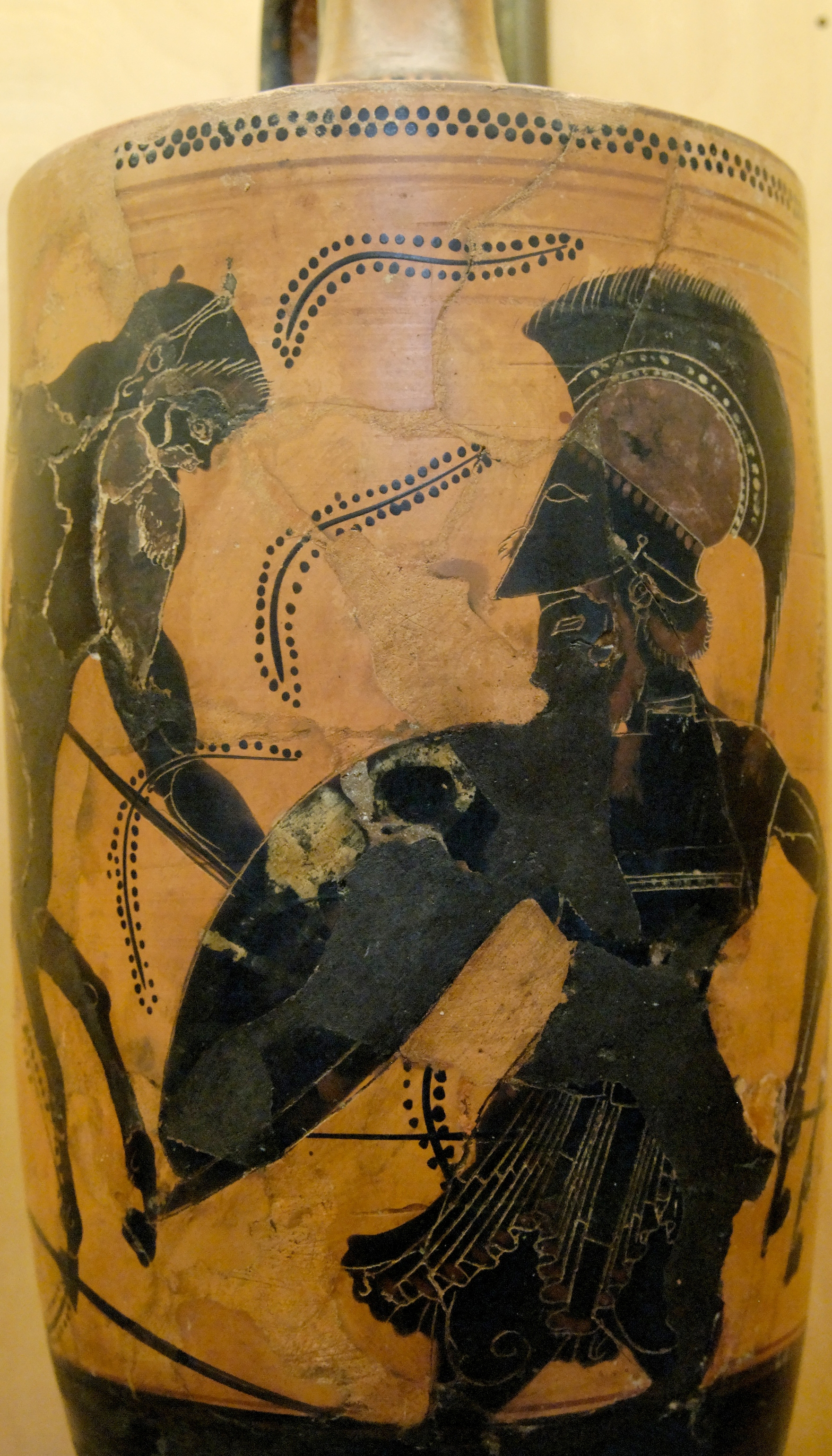
Lekythos, 520–510 v. Chr., Kaineus im Zweikampf mit einem Kentauren

Monychos ist ein Kentaur der griechischen Mythologie. Am Ende der Kentauromachie auf der Hochzeit des Lapithen Peirithoos führt er den Massenangriff gegen den transsexuellen und unverwundbaren Kaineus an und Kaineus wird getötet. Seinen Mythos liefert das zwölfte Buch der ovidschen Metamorphosen. Nachfolgende Autoren, Valerius Flaccus, Lukan, Juvenal, bieten minimale Ergänzungen zum Pferdecharakter und zum Namen des Kentauren.

## Name
Er kommt vom griechischen Μώνυχος, Mṓnychos, mit der gleichen Betonung lateinisch und deutsch auch Mónychus, da das „y“ in der vorletzten Silbe kurz ist. Etymologie: Der Name leitet sich ab vom Adjektiv μῶνυξ, mṓnyx, einer Kurzform des zusammengesetzten μον-ῶνυξ, mon-ṓnyx, ein-hufig, mit ungespaltener Klaue. Also ein Teil des Pferds (Pars pro toto) steht substantiviert für das Pferdsein des Kentauren, er ist der „Einhufer“ oder „Unpaarhufer“. Es gibt Einwände: „Monychus ist trotz der griechischen Herkunft des für einen Centauren überaus treffenden Namens (... die antike Herleitung aus μόνος, mónos, ein und ὄνυξ, ónyx, Hufe ... ist umstritten ...) nur in der lateinischen Literatur bekannt ... und hier vielleicht ‚Ovid‘s coinage‘.“ Ovid führte den Namen für den Kentauren ein und spätere Autoren haben ihn übernommen. Der Name gehört zu den naturnahen Kentaurennamen, denn die Kentauren waren ursprünglich die Geister der Bergwälder, insbesondere der Gebirgsbäche und haben deshalb „die Gestalt von Rossen, die von jeher Symbole ... der schnellfließenden Ströme und Quellen gewesen sind.“

## Mythos
Ovid ist der Schöpfer des Monychos und hebt ihn mit Name und Rolle aus der Herde heraus. Monychos hat die Idee, den Kaineus mit Baumstämmen niederzuringen, hält eine Rede und wirft den ersten Stamm, er treibt seine Kampfgenossen an, es ihm nachzumachen und hat damit Erfolg. Das sind beste Voraussetzungen für eine „kleine“ Karriere bei den späteren Autoren Valerius Flaccus, Lukan und Juvenal.

### Ovid (1. Jh. v. /1. Jh. n. Chr.)
Ovid lässt Nestor vor Troja die Kentauromachie erzählen, sie soll die Griechen zur Fortsetzung des Kampfs motivieren. Die Kentaurenschlacht neigt sich dem Ende zu, im Mittelpunkt steht der unverwundbare und transsexuelle Lapithe Kaineus, der schon mehrere Kentauren, als letzten und sechsten den Latreus getötet hat. Die Kentauren mühen sich vergeblich an Kaineus ab, ihre ehernen Waffen prallen ab, da tritt unvermittelt Monychos auf und hält eine Rede an die Kentaurenherde.

#### Rede des Monychos
Der Kentaur Latreus hat schon vor Monychos' Auftritt den Kaineus wegen seines ehemaligen Frauseins (da hieß er noch Kaenis) verspottet (470–476). Kaineus tötet ihn daraufhin mit Lanze und Schwert. Darüber wütend, stürmt die Kentaurenherde heran, an ihrer Spitze der Wortführer Monychos, der Latreus‘ Invektive fortsetzt: „Uns viele besieget der eine (Kaineus), kaum ein Mann, doch freilich ein Mann, wir aber in Schlaffheit sind, was der einst war“ (499–501). Monychos beklagt weiterhin, dass ihnen ihre „riesigen Glieder ... ihr doppeltes Wesen“ (501–502) nichts nützten und fährt fort – mit „Ironie und Sarkasmus in der Rede“ – „nicht – so dünket es mir – von der Göttin (Juno/Nephele) und nicht von Ixion stammen wir, der so groß, daß sich zur erhabenen Juno konnte versteigen sein Wunsch ... uns wird besiegen ein Halbmann“ (504–506). Also trotz dieser göttlichen Abstammung würden sie es nicht schaffen, den Halbmann Kaineus zu durchbohren und zu besiegen. Monychos besinnt sich aber auf die Waffen, die ihnen normalerweise zu Gebote stehen, auf Felsen und Bäume, und er schließt seine Rede ab: „‚Auf, wälzt Felsen auf ihn, Baumstämm und ganze Gebirge, und mit geworfenem Wald treibt aus das beharrliche Leben! Wald mag schnüren den Hals, und Last wird Wunden ersetzen.‘ 510 Sprach's und packte den Stamm, der gerade vom tobenden Südwind niedergestreckt dalag, und warf nach dem mächtigen Feinde“ (498–511). Monychos‘ energisches Vorgehen reißt die anderen Kentauren mit (512: exemplum fuit, er war das Vorbild), Kaineus wird unter Baumstämmen begraben und erstickt (513–519). Es ist ein letzter Sieg der Kentauren, der ihnen aber auch nicht hilft, sie werden fast alle getötet, wenigen gelingt die Flucht (534–535).

#### Interpretation
In der Monychos-Szene zeigt sich genauso wie bei Latreus (siehe dort) Ovids Rollen-Umkehr und Parodie des homerischen Kampfgeschehens.
In der Ilias verspotten heroische Männer ihre Gegner als verweichlicht, weich und weibisch und können diese mit ihren heroischen Waffen (Lanze und Schwert) töten. Bei Kaineus gelingt das nicht, obwohl halb Frau, ist er mit Waffen nicht „penetrierbar“, woran die Kentauren verzweifeln, zumal es ihrem Vater Ixion gelang, sogar die Göttin Juno zu penetrieren – Monychos verschweigt bewusst, dass es nur Junos wolkenähnliches Double Nephele war – um sie zu zeugen. Eigentlich war es ein sexueller Übergriff, von Monychos euphemistisch ausgedrückt: „er eroberte die Gunst der erhabenen Juno.“ Ovids eigentlicher Heros ist also eher der transsexuelle Kaineus, den die „impotenten“ Kentauren nicht auf heroische Weise, sondern nur mit der primitiven, unheroischen Art des Steine- und Bäumewerfens töten können. Monychos Rede offenbart am Ende der Schlacht noch einmal die primitive und unzivilisierte Denk- und Handlungsweise der Kentauren, die schon zu Beginn der Kentauromachie in ihrem sexuell übergriffigen Verhalten gegenüber den Lapithen-Frauen aufflammte und letztlich zu ihrem Untergang führt.

### Gaius Valerius Flaccus (1. Jh. n. Chr.)
Flaccus ergänzt Ovid mit einer kuriosen Szene, dargestellt auf einem Bild am Bug der Argo: „Der wuchtige (gravis) Monychus trägt gegen seinen Willen den siegreichen Nestor auf seinem Rücken.“ Die Szene ähnelt dem Ritt des Theseus auf dem Kentauren Bianor. Theseus tötet reitend den Bianor, bei Nestor‘s Ritt bleibt alles offen.

### Marcus Annaeus Lucanus (1. Jh. n. Chr.)
Lukan sieht ihn im Pholoe-Gebirge, in Arkadien, ein bekannter Wohnort der Kentauren, auch des bekannten Pholos. Lukan ruft ihn an (Apostrophe): „O Monychos, der du im Pholoe-Gebirge die rauhen (harten) Felsen zerbrichst.“ Man kann vermuten, dass er die Felssteine mit seinen „großen“ Hufen zerbricht, während er die Berge durchstreift.

### Juvenal (1./2. Jh. n. Chr.)
Juvenal will von anderen Autoren, auf deren Lesungen, nichts mehr von den alten Mythen hören, auch nichts vom Monychos und davon, „welch große (wie viele) Bergeschen Monychos geworfen hat.“ Juvenal betont Monychos‘ energische Kraft, was sich nur auf den Kaineus-Kampf (siehe oben Ovid) beziehen kann.
Die dem Cornutus zugeschriebenen Scholien-Notizen ergänzen und übertreiben Juvenals Einlassung. Monychos wird zum Riesen, der mit Göttern kämpft und besonders große Hufe hat: „7 Monychus war der Riese, der gegen die Götter gekämpft hat ... 11 Monychus aber, der Riese, (ist) Μώνυχος vorzugsweise durch die große Hufe.“ Die Notiz zu Vers 11 – „die große Hufe“ – liefert wiederum einen Beitrag zur etymologischen Erklärung des Namens.